# 36614 Saltis
36614 Saltis è un asteroide della fascia principale. Scoperto nel 2000, presenta un'orbita caratterizzata da un semiasse maggiore pari a 2,3690385 UA e da un'eccentricità di 0,1613996, inclinata di 1,79652° rispetto all'eclittica.